# Gotham City

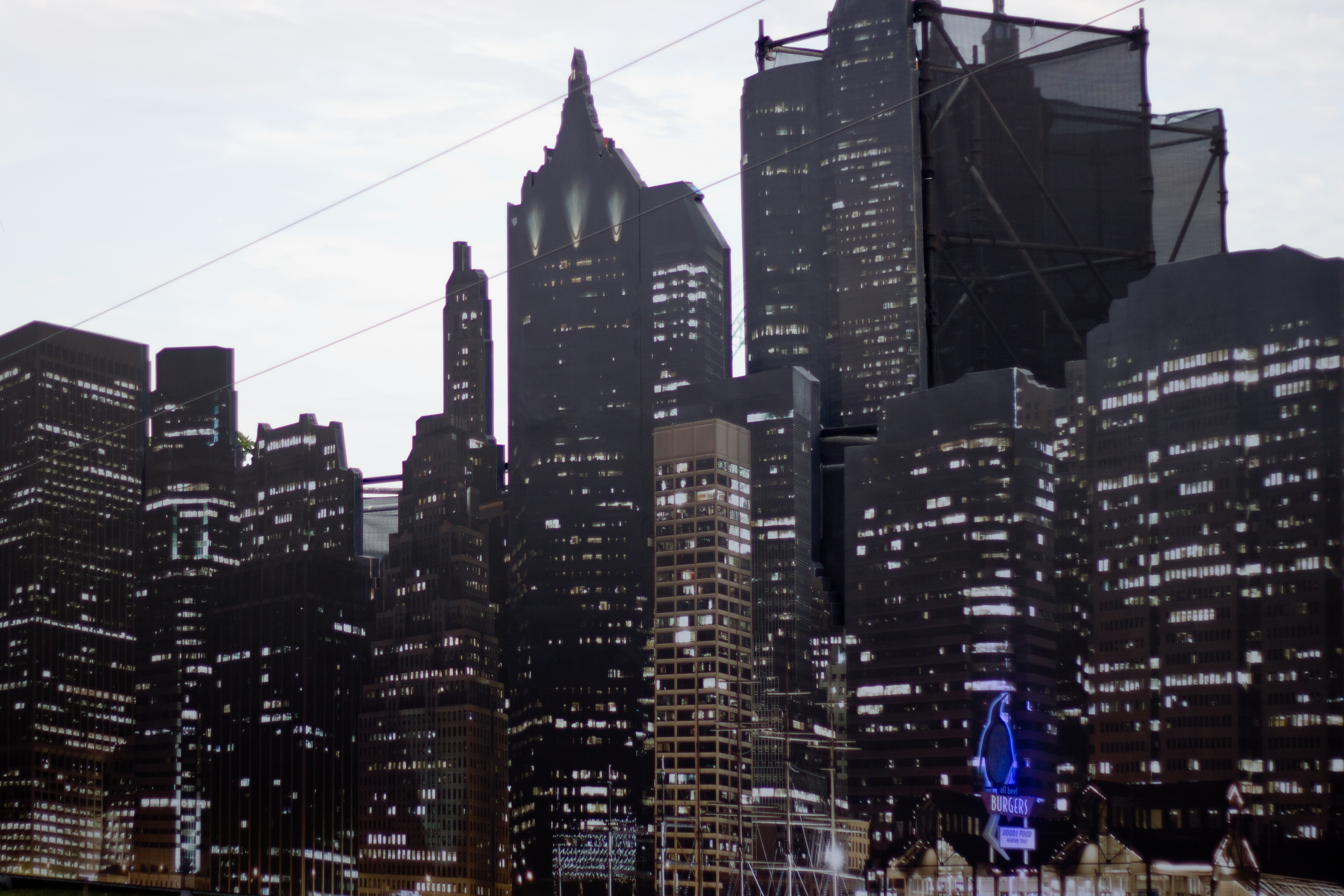
Gotham City és l'escenari de la sèrie de televisió Gotham.

Gotham City o Gotham és una ciutat fictícia que apareix en els còmics nord-americans publicats per DC Comics, i coneguda per ser la llar de Batman. El lloc de residència de Batman va ser identificat per primera vegada a Batman #4 (hivern 1940). El periodista William Safire del New York Times, va descriure la ciutat de Gotham com la "Nova York per sota del 14th Street, del SoHo a Greenwich Village, el Bowery, Little Italy, Chinatown, i les zones sinistres dels voltants de la base dels ponts de Manhattan i Brooklyn". L'artista de Batman, Neal Adams veu la història de la màfia a Chicago el 1940 com a base per a Gotham, mentre que l'escriptor / artista Frank Miller ha declarat que Metropolis és Nova York durant el dia i la ciutat de Gotham és Nova York a la nit. És una ciutat inspirada en Nova York, alterada per a emfatitzar-ne el "costat fosc".
D'entre els llocs utilitzats com a inspiració o llocs de rodatge de la part urbana de la ciutat de Gotham per a les pel·lícules de Batman trobem Pittsburgh, Los Angeles i Nova York. Les angleses country houses ubicades a Nottinghamshire, Hertfordshire i Buckinghamshire, així com Stevenson Taylor Hall de Nova York, s'han fet servir per descriure l'entorn urbà de la mansió Wayne a les pel·lícules.

## L'origen del nom

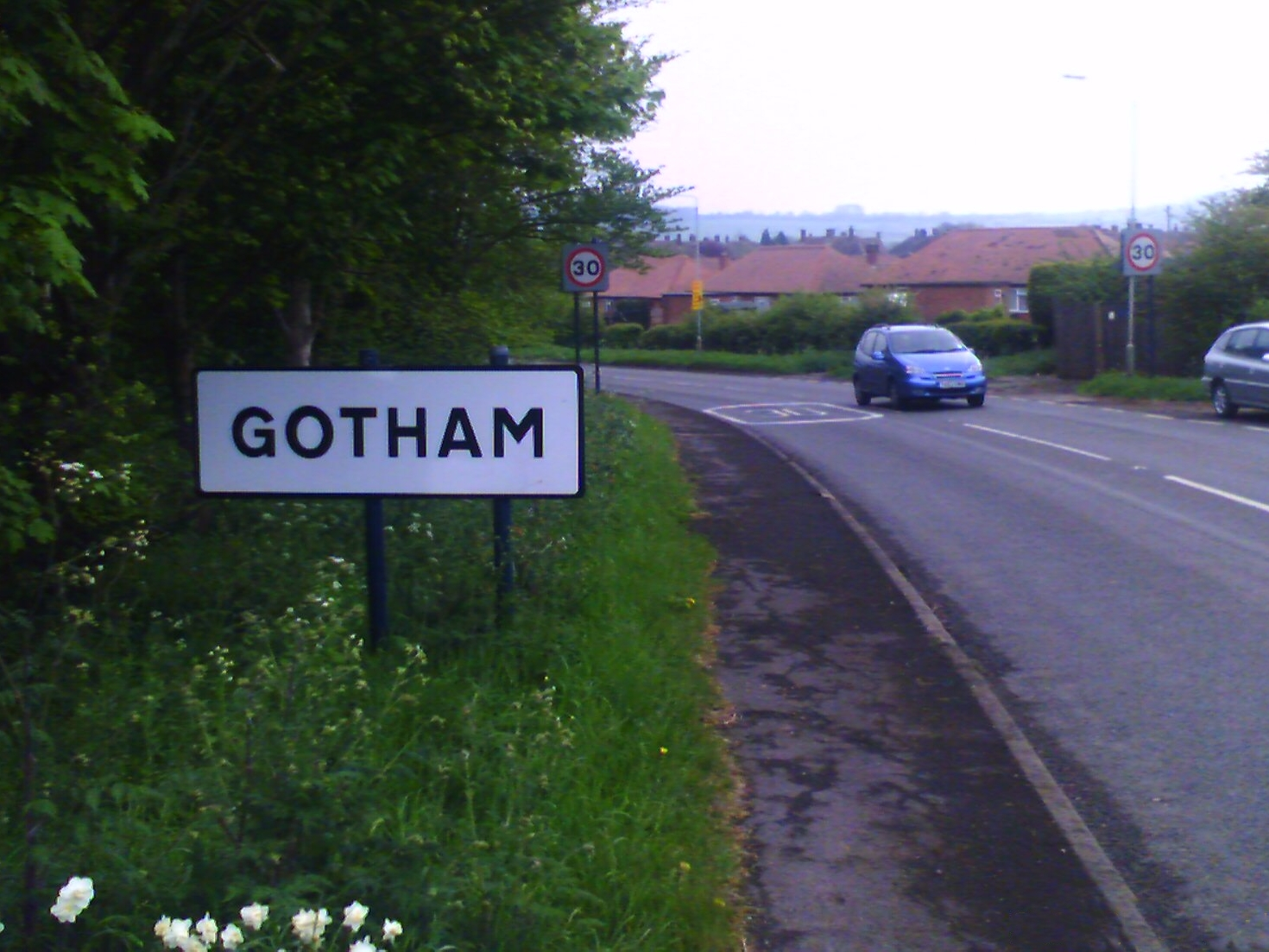
Gotham, Anglaterra

L'escriptor Bill Finger, sobre la denominació de la ciutat i el motiu pel qual es va canviar el lloc de residència de Batman de la ciutat de Nova York pel d'una ciutat fictícia, va dir: "Al principi, jo anava a anomenar Gotham City 'Civic City'. Després vaig provar 'Capital City', i després 'Coast City'. Llavors vaig fullejar la guia telefònica de Nova York i vaig veure el nom 'Gotham Jewelers' i vaig dir, 'Això és, 'Gotham City'. No el va anomenar Nova York perquè volíem que algú en qualsevol ciutat s'hi pogués identificar."
"Gotham" havia estat durant molt temps un sobrenom ben conegut per a la ciutat de Nova York, fins i tot abans de 1939 la introducció de Batman, que explica per què "Gotham Jewelers" i molts altres negocis a la ciutat de Nova York tenen la paraula "Gotham" en ells. El sobrenom es va fer popular al segle xix; Washington Irving el connectà per primera vegada a Nova York l'11 de novembre 1807, a l'edició del seu Salmagundi, un diari que satiritzava sobre la cultura i la política de Nova York. Irving va prendre el nom del poble de Gotham, a Nottinghamshire, Anglaterra, un lloc habitat, segons la llegenda, per ximples.
El nom del poble deriva de l'anglès antic gāt 'cabra' i hām "casa", i vol dir literalment " la granja on es guarden les cabres", i es pronuncia "goat 'em", /'ɡoʊtəm/ goat-əm (cf. Chatham, /'tʃætəm/ chat-əm, un nom semblant on les lletres th representen un so "t" seguit d'una "h" muda en lloc d'un so "th") El Joker fa referència a aquesta etimologia a Detective Comics #880, en el qual li diu a Batman que la paraula significa "un lloc segur per a les cabres". Per contra, "Gotham" tal com s'utilitza per a Nova York, té una pronunciació diferent per analogia a altres paraules escrites amb "th" i es pronuncia com /ɡɒθəm/ goth-əm.

## Història de ficció
A Swamp Thing #53, Alan Moore va escriure una història fictícia de Gotham City que altres autors han seguit en general. Segons el relat de Moore, un mercenari de Noruega, el capità John Logerquist, va fundar la ciutat de Gotham l'any 1635 i els britànics més tard se'n van fer càrrec, una història que és paral·lela a la fundació de Nova York pels holandesos (com Nova Amsterdam) i la posterior adquisició per part dels britànics. Durant la Guerra d'Independència, la ciutat de Gotham va ser l'escenari d'una gran batalla (paral·lela a la batalla de Brooklyn a la revolució americana). Això es detalla a Swamp Thing #53, de Rick Veitch, amb Tomahawk. Els rumors diuen que és el lloc de diversos ritus ocults.
Peter Milligan va aprofundir en els orígens ocults de Gotham al seu arc narratiu de 1990 "Dark Knight, Dark City", que revela que alguns dels Pares Fundadors d'Amèrica estan involucrats en convocar un bat-dimoni, que queda atrapat sota el vell "Gotham Town", i la seva influència fosca s'estén a mesura que Gotham evoluciona. Una tendència similar es va seguir en 2005 de les Shadowpact #5, de Bill Willingham, que expandeix el patrimoni ocult de Gotham mitjançant la revelació d'un ésser que ha dormit durant 40.000 anys sota terra, sobre el qual es va construir la ciutat de Gotham. Strega, el criat de l'ésser, diu que el "personatge fosc i sovint maleït" de la ciutat va ser influenciat per l'ésser que ara utilitza el nom "Doctor Gotham".
Durant la guerra civil americana, va ser defensat per un avantpassat del Pingüí, que lluitava per la Union Army, Col. Nathan Cobblepot, a la Legendària Batalla de Gotham Heights. A Gotham Underground #2, de Frank Tieri, Tobias Whale afirma que al segle xix, Gotham era dirigida per cinc bandes rivals, fins que els primers "màscares" van aparèixer, i finalment van formar una banda pròpia. No és clar si es tractava dels vigilants o delinqüents disfressats.
Moltes històries han afegit més esdeveniments a la història de Gotham, alhora que afecten en gran manera a la ciutat i a la seva gent. Potser la més gran, en efecte, era una llarga sèrie d'històries que van començar quan Ra's al Ghul va alliberar un virus debilitant anomenat el "Clench" durant la història del contagi. A mesura que l'arc narratiu arriba a la conclusió, la ciutat començava a recuperar-se, per tot seguit patir un terratrèmol de 7,6 en l'escala de Richter a la història de 1998 "Cataclysm". La conseqüència d'això va ser que el govern federal va expulsar Gotham de la resta dels Estats Units en la història de 1999 "No Man's Land". Aquest trio d'històries va donar als escriptors la llibertat per redefinir la naturalesa i l'ambient de la ciutat. El resultat suggereix una ciutat amb una població més dura, més resistent, enginyosa i cínica; una arquitectura més espectacular i variada; amb més possibilitats d'escriptura per a l'atribució de noves configuracions regionals per a la reconstrucció de la ciutat.
El nom de "Gotham City" s'associa generalment amb DC Comics, tot i que també apareix a la primera història del Sr. Scarlet per France Herron i Jack Kirby de Wow Comics #1. L'historiador Greg Theakston assenyala que això va ser publicat el 13 de desembre de 1940, poc abans que Batman #4 fos publicat. Una ciutat anomenada "Gotham City" també apareix a Captain America Comics #10 (gener de 1942), en una història anomenada "Hotel of Horror".
A la història 'Court of Owls', es va mostrar que el Court of Owls ha estat controlant Gotham durant segles.

## Atmosfera
En termes d'ambient, l'escriptor i editor de Batman, Dennis O'Neil, ha dit que, en sentit figurat, "la Gotham City de Batman és Manhattan per sota del 14th Street, als onze minuts després de la mitjanit a la nit més freda al novembre". L'artista de Batman, Neal Adams, creu fermament que Chicago, amb la seva proliferació de mafiosos a la dècada del 1940, va ser la base de Gotham, i va comentar, "Chicago ha tingut una reputació d'un cert tipus de criminalitat", diu Adams, que viu a Nova York. "Batman és en aquest tipus de ciutat corrupta i tracta de convertir-la de nou en un lloc millor. Una de les coses sobre Chicago és que Chicago té carrerons (que són pràcticament inexistents a Nova York). Carrerons, que és on Batman lluita contra els dolents". Frank Miller ha dit qu Metropolis és Nova York durant el dia i Gotham City és Nova York a la nit.
L'atmosfera de la ciutat de Gotham va adquirir un to més clar en els còmics de la dècada de 1950 i part de la dècada de 1960, similar al to de les històries de Batman de l'època. No obstant això, a principis dels anys 1970, en particular amb Dennis O'Neil es va convertir en un dels escriptors destacats de Batman, el to de la ciutat, juntament amb el de les històries, s'havia convertit en més sorrenc. De manera significativa, a la dècada de 1970, la contrapartida real de Gotham, Nova York, havia perdut gran part la seva "Ciutat Divertida" dels 60 i va ser assetjada pels problemes urbans, així com la por pública per l'augment de la delinqüència, una economia en declivi, la corrupció policial i la mala gestió financera municipal. En la majoria de les històries des dels anys 70, la representació de Gotham és la d'una metròpolis fosca i amenaçant plena de delinqüència, la brutícia, la corrupció, i un sentit profund de la decadència urbana. Aquest to era particularment prominent en les parts de la ciutat no renovades post- "No Man's Land".
Durant la seva carrera com a escriptor de Batman, de Grant Morrison va provocar una interpretació més optimista de la ciutat de Gotham. Morrison va declarar: "Si Gotham era tan fastigósa, ningú normal viuria allà i no hi hauria ningú per protegir els criminals de Gotham. Si realment era una claveguera oberta de la delinqüència i la corrupció, cada història serviria per a demostrar el fracàs total i absolut de la missió de Batman, que no és realment el missatge que volem enviar, oi? Tens Batman i tots els seus aliats, així com el Comissionat Gordon, però la ciutat encara manté una ferum vil de la foscor i la mort? No puc comprar això. Simplement no és realista i va en contra de la lògica de la història (i vostè sap que m'agrada als meus còmics ser realista!) així que els meus artistes i jo hem pres un rumb diferent i volem mostrar els costat fresc, vibrant de Gotham, l'energia i l'entusiasme que atreu la gent a viure i visitar la ciutat".

### Arquitectura
Diversos artistes han representat la ciutat de Gotham de diferents maneres. Sovint basen les seves interpretacions en diversos períodes i estils arquitectònics reals amb característiques exagerades, com a forma massiva de múltiples nivells arcbotants de les catedrals gòtiques o el gran art deco i estàtues d'Art Nouveau es poden veure en la versió de la pel·lícula de Tim Burton. L'estil ciberpunk, japonès i elements grecs es presenten en la sèrie de pel·lícules de Joel Schumacher.
Christopher Nolan, que va viure una vegada a Chicago, realitza una representació de Gotham que ofereix una mostra clara de l'arquitectura de Chicago i que es basa cartogràficament al mapa cànon de DC de Gotham. Batman Begins compta amb una versió augmentada CGI de Chicago, mentre que Dark Knight es veu més directament la infraestructura de Chicago i la seva arquitectura, com el Navy Pier. No obstant això, The Dark Knight Rises va abandonar Chicago, i en el seu lloc va apuntar cap a Pittsburgh, Los Angeles, Nova York, Newark, Nova Jersey, Londres i Glasgow.
Dins dels còmics de Batman, la persona condecorada per ser influent en la promoció de l'arquitectura de la ciutat de Gotham durant l'època de la Guerra Civil Americana va ser el jutge Solomon Wayne, ancestre de Bruce Wayne. La seva campanya per reformar Gotham va arribar a un punt crític quan es va trobar amb un jove arquitecte anomenat Ciro Pinkney. Wayne va encarregar Pinkney dissenyar i construir les primeres estructures "Gotham Style" en el lloc que després es convertiria en el centre del districte financer de la ciutat. La idea de "Gotham Style" dels autors fa coincidir parts del Neogòtic a l'estil i de manera sincrònica. En la història de Batman, el gòtic en la Catedral de Gotham té un paper central per a la història, ja que està construïda pel Sr. Whisper. Whisper és l'home que ha venut la seva ànima al diable. El Sr. Whisper és l'antagonista de la història. En una història de 1992, un home obsessionat amb l'arquitectura de Pinkney va explotar diversos edificis de Gotham amb la finalitat de revelar allò les estructures Pinkney que amagaven; el propòsit editorial darrere d'això era transformar la ciutat representada en els còmics per assemblar-se als dissenys creats per Anton Furst per a la pel·lícula Batman de 1989. Alan Wayne va ampliar les idees del seu pare i va construir un pont per eixamplar la ciutat. Edward Elliot i Theodore Cobblepot també van tenir cadascun un pont amb el seu nom.
Arkham Asylum: Living Hell esmenta la "Llei de Sprang", que prohibeix a les empreses de Gotham la publicitat en els sostres. Això va succeir després que un vilà d'importància menor, Humpty Dumpty, va destruir la torre del rellotge de l'ajuntament, fent que l'agulla de les hores saltés i colpegés una de les tanques de publicitat, i va causar una reacció en cadena. [27]
Després de la històries "No Man's Land" i "Cataclysm", Lex Luthor va prendre la tasca de reconstrucció de la ciutat de Gotham, i va substituir moltes estructures velles d'art deco i gòtiques de Gotham per edificis moderns i gratacels.

### Policia i corrupció
Un tema comú en les històries que es desenvolupaven a Gotham és la corrupció desenfrenada i recurrent dins de les autoritats civils i la infraestructura de la ciutat, sobretot dins del Departament de Policia de Gotham City. Al llarg de les històries que es desenvolupen als inicis de la carrera de Batman (sobretot Batman: Year One), el Comissionat Gillian B. Loeb es representa amb les mans a les butxaques de molte s persones. No obstant això, Batman va trobar proves per acusar-lo de càrrecs de conspiració, i va obligar Loeb a renunciar al seu càrrec. Les següents històries posteriors representen els comissaris posteriors també com a corruptibles, o oberts a diverses formes d'influència. En altres històries, Batman ha hagut d'assumir policies corruptes, ja sigui actuant en connivència amb súper malvats, que treballen per a la màfia o pel seu compte. Les històries posteriors, que inclouen James Gordon com el nou Comissionat, mostren els dos personatges sovint units per purgar la corrupció de les forces d'ordre. Gordon va ser el comissionat durant uns 9 o 10 anys; a continuació, es va retirar, lliurant les forces policials al seu substitut, el comissari Akins. Les històries més recents han tornat a posar a Gordon en la posició del Comissionat, ja que malauradament la corrupció es va tornar més sòlida després que ell plegués. A la sèrie de televisió de 1966, Batman, la policia de Gotham City no era un focus de les històries.

### Gotham oculta
La família del crim unificada
- Màscara Negra - Durant els esdeveniments de "Batman: War Games", Roman "la Màscara" Sionis obté el control sobre totes les bandes a la ciutat de Gotham i treballa amb La Societat per matar Batman. Catwoman el mata i es produeix un buit de poder que condueix a una sèrie de guerres de bandes. Recentment, una nova Màscara Negra ha tornat en un esforç per reunificar les bandes de Gotham.[25]

- Gran Blanc - Warren "el Gran Tauró Blanc" es converteix en el successor de l'imperi del crim de la Màscara Negra, i dirigeix amb èxit tot el crim a Gotham des de l'interior d'Arkham Asylum.[26] Durant la pugna pel poder d'Intergang, el Gran Blanc és colpejat i amagat darrere d'una porta a la presó de Blackgate per tal de mantenir-lo fora del camí. Després d'alliberar interns d'Arkham la nova Màscara Negre pren el control de Warren i els seus homes.

Famílies del crim
- Família del crim Falcone (italià) - Dirigit per Carmine "el romà" Falcone, que va mantenir un domini absolut sobre tot el crim de Gotham abans de l'aparició de les "màscares". Després que fos assassinat per Dues Cares, la seva filla, Sofia Gegant, pren el control.[27] Amb la seva mort i l'assassinat de molts altres membres dels Falcone, la família perd el seu control sobre la ciutat.[28] Després d'una llarga absència, el fill de Falcone, Mario, va recuperar part de l'antic poder de la família.

- Família del crim Sullivan (irlandès) - Dirigit per Mickey "el Visó" Sullivan, la família es considera subordinada a la família Falcone. Després d'un intent fallit de matar Dues Cares, van morir en un hotel de vacances.

- Família del crim Ibănescu (romanès) - Dirigit per Dragos "el romanès" Ibănescu, la família va estar involucrada en baralles d'animals, tràfic de persones i prostitució. Operen a l'East End.

- Família del crim Maroni (italià) - Dirigit per Luigi "Big Lou" Maroni fins a la seva mort, amb la qual la família la va heretar el seu fill, Salvatore "l'italià" Maroni. Aquest últim Maroni va ser responsable de marcar amb les cicatrius a Harvey Dent, i assassinat mentre estava a la presó.

- Família del crim Dimitrov (Rússia) -. Dirigit per Yuri "el rus" Dimitrov, la família està contínuament en guerra amb la família Maroni.

- Família del crim Moxon (britàniques) - Dirigit per un amic llunyà de la família Wayne, Lew Moxon, que tenia un vast imperi fins a la seva tràgica mort.

- Família del crim Odessa (ucraïnès) - Dirigit per Vasily i Alexandra Kosov, la família va passar a mans de Tobias Whale.[29]

- Família del crim Riley (irlandès) - Dirigit pel pare de Peyton Riley, Sean Riley fins a la seva mort. Es dona a entendre que Johnny Sabatino el va matar.

- Família del crim Sabatino (italià) - Dirigit per Johnny Sabatino, que es va casar amb Peyton Riley per consolidar la pau entre les turbes irlandesa i italiana. El seu matrimoni sense amor va esclatar en violència quan va tractar de matar-la. Peyton, aliada amb Scarface, per matar Johnny, però pel que sembla tots van ser morts durant la lluita.[30]

- Yakuza - Dirigit per Akahara fins a la seva mort en un tiroteig a War Games.

Bandes
- All-Americans - Una de les primeres bandesa a Gotham des de finals de 1800.

- Els homes gratis - Una de les primeres bandes en Gotham des de finals de 1800.

- Ferides Ravens (Irlanda) - Una de les primeres bandes en Gotham des de finals de 1800.

- Aquest-Siders (italià) - Una de les primeres bandes en Gotham des de finals de 1800.

- Fills de David jueva (Israel) - Una de les primeres bandes en Gotham des de finals de 1800.

- Dracs fantasmes (xinès) - Dirigida per Sir Edmund "el Rei Serp" Dorrance fins a la seva mort a mans de Lynx, que va ser assignat com a comandant de camp, bandes per obtenir el control sobre la banda. Lynx va ser decapitat accidentalment per un dels seus propis membres de la banda.
- Dracs daurats (xinès) - La branca de Gotham de la banda basada a Hong Kong. El seu líder és el nou Lynx.
- Hanoi Ten (vietnamita) -. Els rivals dels dracs daurats.
- Lliga d'Assassins (àrab) - Dirigida per Ra "el Cal del Diable" al Ghul, aquesta organització eco-terrorista es compon dels assassins més perillosos del món, i orquestra el mètode per donar al món un equilibri del medi ambient perfecte a través de la injustícia, sense dubtes o por a la mort.
- Banda del Joker - Dirigida pel Joker, aquesta banda realitza diverses conspiracions i altures fetes només per diversió i per semblar-se als "acudits dolents". Encara que no es coneix per la seva intel·ligència, tenen una perspectiva nihilista i una bogeria al límit; les persones que volen associar-se amb el Joker es vesteixen com a pallassos de circ.
- Banda de l'Espantaocells - Dirigida pel Dr. Jonathan "l'Espantaocells" Crane, aquesta banda es veu augmentada per la "toxina por" de l'espantaocells, per semblar eteri i demoníac, deformant les percepcions de les seves víctimes i van des d'un criminal comú a una àmplia galeria d'al·lucinacions enganyoses i monstruoses.
- Banda de Riddler - Dirigida per Edward "l'Endevinalla" Nashton, aquesta banda és coneguda per deixar endevinalles i trencaclosques que condueixen a un parany mortal en les seves escenes del crim.
- Banda del Pingüí - Dirigida per Oswald "el Pingüí" Cobblepot, aquesta banda va ser en el seu moment la primera potència a Gotham fins que va ser expulsada per Intergang, però va ser restaurada per Batman.[31] El Pingüí està actualment lluitant pel domini de la banda de Dues Cares.[25]
- Banda de Dues Cares - Dirigida per Harvey "Dues Cares" Dent, actualment el domini de la banda està sent disputat pel Pingüí.[25]
- Banda de Bane - Dirigida pel fill del Rei Serp, Bane, aquesta banda aconsegueix el dret a obtenir i subministrar les drogues amb verí de Bane per semblar més forts.
- Falsos Facers - Dirigit per Roman "la Màscara" Sionis, aquesta banda porta una màscara de la seva pròpia elecció per ocultar les seves característiques. Màscara Negra mai va ser capaç de reformar la banda després que tots, aparentment, morissin durant un atracament de Killer Croc a un banc; a partir de llavors la banda, com a tal, ha restat dissolta.
- Soldats del Pont Sprang - Controlen Robbinsville, gairebé arrabassat per Jason Todd.[cal citació]
- Blackgaters - Breument pres per Jason Todd en un intent d'unir les bandes contra el Metro.[cal citació]
- Intergang - Dirigida per Darkseid a través de Bruno "el Lleig" Mannheim, el grup dona feina a Johnny Stitches per prendre el control dels baixos fons de la ciutat de Gotham. Prenen amb èxit la banda del Pingüí i compren la part de Tobias Whale per obtenir el control total.[31]
- Batboys[cal citació]
- Cinc Dits[cal citació]
- Sirenes[cal citació]
- Banda Blue Flu[cal citació]
- El Burnley Town Massive[cal citació]

## Geografia
La geografia de la ciutat de Gotham, igual que altres ciutats de ficció de l'univers DC, ha variat al llarg de les dècades, a causa dels diferents escriptors, editors i històries. La majoria de les aparences ubiquen Gotham a la costa nord-est dels Estats Units, on es troba la ciutat de Nova York. A més, Manhattan és una illa al nord-est dels Estats Units, que es correspon amb mapes que representen la ciutat de Gotham. No obstant això, l'Atles de l'Univers DC (1990) estableix que Gotham es troba a Nova Jersey, a l'altre costat de la badia de Delaware de Metropolis, fet que la col·locaria a la costa sud de Nova Jersey.
'Batman: Shadow of the Bat' Volum 1, Annual #1 (1993), estableix que la ciutat de Gotham està a Nova Jersey. La llicència de conduir de Sal E. Jordan en el còmic mostra la seva direcció, que és: 72 Faxcool Dr. Gotham City, NJ 12345.

### Relació amb Metròpolis
Gotham City és caracteritzada sovint per estar a prop de Metròpolis, la llar de Superman. Igual que Gotham, la ubicació de Metròpolis també ha variat al llarg dels anys. La distància entre Gotham i Metròpolis ha variat molt en els últims anys, i han estat representats amb uns centenars de milles de distància entre elles, i també com a ciutats bessones en costats oposats de la badia de Delaware, amb la ciutat de Gotham a Nova Jersey i Metropolis a Delaware.
En les històries de l'edat de bronze que representaven Metropolis i Gotham City com a ciutats bessones, el pont de Metro-Narrows es diu que va ser la ruta principal que connecta ambdues ciutats. S'ha descrit com el pont penjant més llarg del món.
Un mapa va aparèixer aThe New Adventures of Superboy #22 (octubre de 1981), que va mostrar Smallville a poca distància de totes dues ciutats, Metropolis i Gotham City. (En els còmics posterior a la crisi, Smallville es va traslladar oficialment a Kansas.) L'any 1990, l'Atles de l'Univers DC també posa Metropolis a Delaware i Gotham City a Nova Jersey.

## Ciutadans notables
Les diverses sèries de còmics de la família de llibres de Batman s'ubiquen a Gotham, i compten amb personatges com Nightwing, Huntress, Canari Negre, Barbara Gordon i Batwoman.
Altres personatges de DC també s'han representat vivint a Gotham, com el mercenari Tommy Monaghan i el reconegut dimonòleg Jason Blood. Dins de la continuació moderna de l'Univers DC, Batman no és el primer heroi de Gotham. Hi ha diverses històries protagonitzades per Alan Scott, el Llanterna Verda del Segle d'Or, establerts abans i durant la Segona Guerra Mundial, que representen Scott vivint a Gotham, i d'altres de posteriors que el mostren dirigint la seva corporació Gotham Broadcasting.
La represa, per part de DC l'any 2011, d'All Star Western s'ubica en una Gotham d'estil del vell oest. Jonah Hex i Amadeus Arkham estan entre aquesta versió dels habitants de Gotham.
A banda dels residents superherois de Gotham, els residents de la ciutat apareixen caracteritzats en unes sèries back-up: a Detectiu Comics anomenats Tales of Gotham City i a dues sèries limitades anomenades Gotham Nights. A més, el Departament de Policia de Gotham City és el focus de la sèrie Gotham Central, així com la mini-sèrie de Gordon's Law, Bullock's Law, i GCPD.

## Característiques
Gotham City és un important centre econòmic dins dels Estats Units de l'Univers DC. Les seves indústries més importants inclouen la fabricació, el comerç, finances, belles arts (representades pels seus nombrosos museus, galeries i joieries), a més del seu port comercial, que també conté una drassana naval.

### Districtes i localitats

#### Otisburg
Otisburg és el districte de Gotham que va a través del segment nord de l'illa i connecta amb el comtat de Gotham al continent.
- Stagg Enterprises és una companyia científica multinacional d'Otisburg que s'especialitza en diversos aspectes industrials d'àmbit nacional i nous mètodes innovadors en els camps de l'enginyeria, la química i la genètica.
- Monarch Playing Cards és una companyia de targetes de joc al costat d'Ace Chemicals que la banda Red Hood va intentar robar, fent servir l'edifici d'Ace com la via d'accés, abans de ser abatuts a trets.
- Knightsdome Sporting Complex és un complex esportiu a la part nord-occidental d'Otisburg que allotja molts dels equips i esdeveniments esportius de la ciutat.
- OMAC Base és el cau d'OMAC i el seu Brother Eye localitzat sota el Knightsdome Sporting Complex.
- Ace Chemicals és una empresa química a la zona occidental d'Otisburg on un dels seus antics enginyers va tractar de passar la banda Red Hood perquè poguessin robar Monarch Playing Cards, l'empresa del costat, però va ser detingut i disparat per Batman en una de les cisternes amb productes químics, donant com a resultat la seva transformació en el Joker.[44] A la pel·lícula de Tim Burton de 1989, l'empresa és "Axis Chemicals".
- L'Stacked Deck és una discoteca de mala mort, on els criminals més famosos passen l'estona.
- Amusement Mile és un parc d'atraccions al terme nord d'Otisburg amb rodes de fira, muntanyes russes i d'altres atraccions típiques d'un parc temàtic.
  - La Casa del Joker és un parc d'atraccions al centre de l'Amusement Mile de propietat i operat pel Joker, que l'utilitza com a tapadora de les seves operacions criminals.
- GothCorp és una companyia farmacèutica i econòmica que rivalitza amb les Empreses Wayne. El seu CEO és Ferris Boyle, que és responsable de la transformació d'un dels seus empleats, Victor Fries, en el Sr. Fred. [48]
- S.T.A.R. Labs és una companyia multinacional recerca que s'especialitza en armament a través de la seva sucursal a Gotham.
- Westward Bridge és el pont que s'estén sobre el riu Gotham cap a l'oest, que connecta el districte de Burnley amb Arkham Island.

#### Burnley
Burnley és el districte que hi ha al centre de Gotham.
- La Universitat de Gotham és una de les universitats més antigues i prestigioses de la ciutat, i ha donat origen a moltes de les ments més brillants de la nació. Entre aquests exestudiants universitaris es troba Harleen "Harley Quinn" Quinzel, un dels adversaris de Batman, que va estudiar psicologia allà a través d'una beca de gimnàstica, i Jonathan "l'Espantaocells" Crane, que un cop va ensenyar psicologia allà fins que va ser acomiadat per experimentar amb una toxina que indueix la por als seus estudiants. Fundada el 1898, la universitat va esdevenir un punt culminant en l'educació acadèmica, i va acabar posseint el seu propi banc i un museu amb una col·lecció d'art de valor incalculable. Malgrat que el seu esport principal és el futbol americà, el col·legi també alberga gimnàstica de gamma alta i equips de golf.
- Von Gruenwald Enterprises és una companyia biològica i econòmica de defensa que s'especialitza en diversos aspectes industrials, en la investigació farmacèutica i desenvolupament.
- WGTU Radio és un canal de televisió amb el suport de la Universitat de Gotham basat en el canal real Traverse City, Michigan.
- L'Hospital General de Gotham Mercy és el principal hospital públic de Gotham.
- Giordano Jardí Botànic és un jardí reserva natural de Burnley que Poison Ivy utilitza de vegades com amagatall.
- Burnley Freight Yards és el lloc principal per a la importació i exportació de materials cap i des de la ciutat, que molt probablement fa servir la família Falcone.
- Apartament d'Armes de Gotham és un complex d'apartaments situat a la zona sud de Burnley, que utilitzen com a identificació un cartell amb un disseny com feien a les posades o les tavernes. Per exemple, es va identificar les "Armes de Gotham" per un escut d'armes de Gotham, penjava sobre el llindar de la taverna per distingir-la fàcilment d'altres establiments residencials de la ciutat.
- L'Antic metro de Gotham és una sèrie de túnels subterranis de metro abandonat situat a sota Burnley.